# 金石财经
金石财经（英語：Financial Journal）是凤凰卫视制作的财经资讯节目，前身为财经评论节目《论衡财经》、《财经今日谈》。节目聚焦股市走势，锁定最新金融行情，解析每日的热门财经话题，透视各项消息，可以让观众掌握当天政经大事，另外还会邀请评论员评论。节目於2016年9月至2018年由KVB昆仑国际冠名（2014年9月前由中国移动冠名；2012年及之前为全球通），现安排在凤凰卫视资讯台播放，此前亦在欧洲台、美洲台及澳洲版播放。
2024年6月24日，因应粤语新闻节目《午间快线》复播，香港台取消重播该节目。

## 播出时间[2]
- 鳳凰衛視資訊台：香港时间周一至周五17:30-18:00（直播）；香港时间周二至周六（次日）01:30-02:00、09:30-10:00、13:30-14:00重播。

## 主持人

### 现任
- 曾瀞漪
- 胡胤
- 萬俊
- 王峰

### 曾任
- 赵情晴
- 刘芳
- 朱梓橦

## 评论员
- 石齐平
- 朱文晖

## 恶搞版本
在2014年6月14日《笑逐言开》中，播出了《如果中国夺得了世界杯》的凤凰卫视恶搞报道，《金石财经》报道内容如下：
|  | 金石财经，点石成金。大家好，我是曾瀞漪，来看今天的重点新闻。中国对巴西投资呈现了加速的态势，因为中国男足捧得了大力神杯之后，使得中国和巴西在经济领域的合作获得了更为强劲的动力。中国民营企业现在加大投资力度，不仅拉动巴西的就业，还使得中国的产品不断扩大在巴西的市场份额。 |

## 外部連結
- 鳳凰衛視：金石财经官網 （页面存档备份，存于）